# 氰化镱
氰化镱是一种无机化合物，化学式为Yb(CN)3。它在液氨中是黄色固体，除去氨后则变为紫色。

## 制备
氰化镱可由正丁基镱或异丙醇镱和三甲基氰硅烷于无水溶剂中反应得到。氰化锂和三溴化镱反应也能得到氰化镱，但生成的溴化锂难以完全除去。